# Sławoj Ostrowski
Sławoj Ostrowski (ur. 14 grudnia 1943 w Słupcy, zm. 9 marca 2018) – polski rzeźbiarz, profesor Akademii Sztuk Pięknych w Gdańsku.

## Życiorys
Studiował na Wydziale Rzeźby Państwowej Wyższej Szkoły Sztuk Plastycznych w Gdańsku (obecnie: Akademia Sztuk Pięknych), dyplom z wyróżnieniem uzyskał w 1969 roku w pracowni prof. Alfreda Wiśniewskiego. Następnie był wieloletnim asystentem w pracowni prof. Adama Smolany na macierzystej uczelni. W latach 1972–1975 brał udział w pracach rekonstrukcyjnych gdańskiej starówki i Zamku Książ. W latach 1984–1988 prowadził zajęcia z rzeźby w Wyższej Szkole Artystycznej w Kankaanpää. Między rokiem 1990 a 1993 był prodziekanem, potem przez trzy lata dziekanem PWSSP. W latach 1996–2002 pełnił funkcję prorektora ASP, a od 2005 do 2012 roku dziekana Wydziału Rzeźby. 

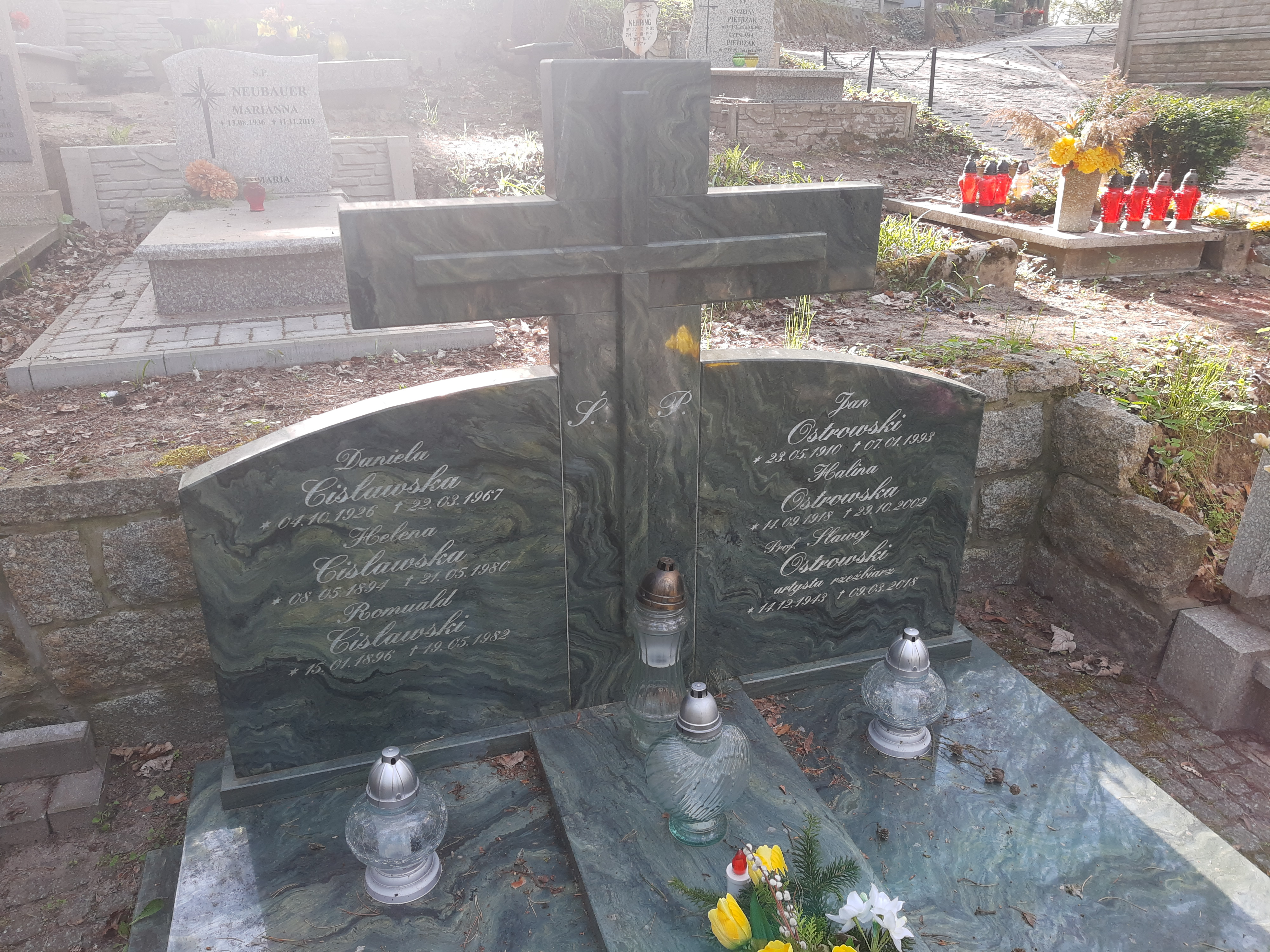
Grób prof. Sławoja Ostrowskiego na cmentarzu Srebrzysko

Autor pomników i rzeźb plenerowych, m.in.:
- pomnik prezydenta Leona Barciszewskiego w Bydgoszczy, 1987
- pomnik Antoniego Abrahama w Pucku, 1989
- Pomnik Jakuba Wejhera w Wejherowie, 1990
- pomnik „Ofiar Grudnia 1970” w Gdyni przy al. Piłsudskiego (współautorstwo)[3], 1993
- kamień pamiątkowy poświęcony Dariuszowi Kobzdejowi w Gdańsku, 2000
- ławeczka Güntera Grassa w Gdańsku, 2001/2015
- fontanna Tancerka z parasolką w Gdańsku, 2001
- kamień pamiątkowy poświęcony Zbigniewowi Herbertowi w Sopocie, 2001
- pomnik kardynała Bolesława Kominka we Wrocławiu, 2005
- fontanna Ptaki wodne w Gdańsku-Wrzeszczu, 2008
- tablice wybitnych gdańszczan, ofiar katastrofy smoleńskiej: Anny Walentynowicz, Arkadiusza Rybickiego, Macieja Płażyńskiego, 2011
- rzeźby parkowe w Nałęczowie, Gdańsku-Oliwie i w Warszawie (na Ursynowie).
- „Korona Himalajów” we Władysławowie, w Alei Gwiazd Sportu, z Marzeną i Jackiem Bruzdowiczami[4].

Brał udział w wielu wystawach indywidualnych i zbiorowych. W latach 1970–1982 należał do ZPAP, a od roku 1983 był członkiem ZAR.
Został pochowany na cmentarzu Srebrzysko w Gdańsku (rejon VIII, kwatera I, rząd 7).

## Ważniejsze wystawy indywidualne
- 1974 w galerii „Sień Gdańska”
- 1981 w Galerii Miejskiej, Zwingenberg (RFN)
- 1981 w Galerii „Spectrum”, Frankfurt n. Menem (RFN)
- 1984 w Galerii Miejskiej, Nokia (Finlandia)
- 1987 w BWA, Sopot
- 1987 w galerii ZAR w Gdańsku
- 2016: Rzeźba do potęgi 3: Sławoj Ostrowski, Stanisław Radwański, Edward Sitek, Państwowa Galeria Sztuki w Sopocie

## Odznaczenia
- Złoty Krzyż Zasługi (1986)
- Srebrny Medal „Zasłużony Kulturze Gloria Artis” (2013)[7]
- Odznaka „Zasłużony Działacz Kultury” (1987)

## Nagrody i wyróżnienia
- 1971 – Nagroda Rektora PWSSP w Gdańsku za pracę przy rzeźbie na frontonie Wielkiej Zbrojowni
- 1977 – Nagroda Rektora PWSSP w Gdańsku za osiągnięcia przy organizacji dla potrzeb Wydziału Malarstwa i Rzeźby
- 1978 – Nagroda Rektora PWSSP w Gdańsku
- 1982 – Nagroda Ministra Kultury i Sztuki III stopnia
- 1983 – Nagroda Rektora PWSSP w Gdańsku
- 1983 – wyróżnienie w Ogólnopolskim Konkursie na pomnik Wincentego Witosa
- 1984 – I nagroda w konkursie na pomnik prezydenta Leona Barciszewskiego w Bydgoszczy
- 1986 – Nagroda Rektora PWSSP w Gdańsku II stopnia
- 1986 – I nagroda w konkursie na pomnik Antoniego Abrahama w Pucku
- 1986 – I nagroda w konkursie na popiersie Henryka Wieniawskiego w Warszawie
- 1987 – II nagroda w Ogólnopolskim Konkursie na pomnik Zygmunta Krasińskiego w Opinogórze
- 1987–1988 Stypendium Ministerstwa Kultury i Sztuki[2]
- 1989 – Nagroda Rektora PWSSP w Gdańsku I stopnia
- 1993 – Nagroda Rektora PWSSP w Gdańsku I stopnia
- 1994 – Nagroda Rektora PWSSP w Gdańsku I stopnia (zespołowa)
- 2013 – Nagroda Prezydenta Miasta Gdańska w Dziedzinie Kultury za całokształt pracy twórczej oraz z okazji jubileuszu 70. urodzin[8]

Źródło:.